# Нецветайло, Александр Яковлевич
Александр Яковлевич Нецветайло (1898—1956) — генерал-майор Советской Армии, участник Первой мировой, Гражданской и Великой Отечественной войн.

## Биография
Александр Яковлевич Нецветайло родился 19 декабря 1898 года на хуторе Хрящи (ныне — Хрящевский Константиновского района Ростовской области). В 1908 году окончил двухклассное училище. В 1916 году был призван на службу в Российскую императорскую армию. После роспуска старой армии вступил в отряд Красной Гвардии. В 1918 году был призван на службу в Рабоче-Крестьянскую Красную Армию. Принимал участие в боях Гражданской войны, сначала партизанил под Харьковом, затем сражался в кавалерийских частях. В боях был ранен. В 1921 году окончил курсы при Высшей автобронетанковой школе, после чего служил на бронепоездах в Приволжском военном округе и в Средней Азии. В 1924 году окончил Высшую автобронетанковую школу, командовал артиллерийскими частями в Туркестане.
В 1936 году окончил Военную академию имени М. В. Фрунзе, после чего занимал высокие штабные должности в танковых частях. К началу Великой Отечественной войны занимал должность заместителя командира 61-й танковой дивизии. В 1942 году окончил Военную академию Генерального штаба Вооружённых Сил СССР. В годы войны являлся заместителем начальника автобронетанковых войск Северо-Западного фронта, начальником штаба автобронетанкового управления Воронежского фронта, начальником штаба 3-й танковой армии. В октябре 1943 года назначен старшим преподавателем тактики кафедры высших соединений Военной академии механизации и моторизации имени И. В. Сталина. С августа 1944 года командовал бронетанковыми и механизированными войсками 31-й армии.
После окончания войны продолжал службу в Советской Армии, возглавлял военную кафедру Свердловского индустриального института. В июне 1947 года был уволен в запас. Проживал в Ленинграде. Умер 8 марта 1956 года, похоронен на Большеохтинском кладбище Санкт-Петербурга.

## Награды
- Орден Ленина (2 декабря 1945 года);
- 3 ордена Красного Знамени (17 ноября 1939 года, 29 июня 1945 года, 3 ноября 1944 года);
- Медаль «За оборону Москвы» и другие медали;
- Орден Красного Знамени Монгольской Народной Республики.